# Marcin Mientki
Marcin Mientki, né le 1er juillet 1976 à Toruń, est un coureur cycliste polonais, spécialiste de la piste.

## Palmarès

### Jeux olympiques
- Sydney 2000
  - 10e de la vitesse par équipes

### Coupe du monde
- 1997
  - 1er de la vitesse par équipes à Fiorenzuola (avec Grzegorz Krejner et Grzegorz Trebski)
  - 1er de la vitesse par équipes à Quartu Sant'Elena (avec Grzegorz Krejner et Grzegorz Trebski)
  - 2e de la vitesse par équipes à Adélaïde
  - 3e de la vitesse par équipes à Trexlertown
- 1998
  - 3e de la vitesse par équipes à Victoria
  - 3e de la vitesse par équipes à Berlin
- 1999
  - 1er de la vitesse par équipes à San Francisco (avec Grzegorz Krejner et Daniel Czajkowski)
  - 2e de la vitesse par équipes à Mexico
  - 3e de la vitesse par équipes à Valence
- 2000
  - 1er de la vitesse par équipes à Turin (avec Grzegorz Krejner et Konrad Czajkowski)

### Championnats d'Europe
- 1998
  -  Champion d'Europe de vitesse par équipes (avec Grzegorz Krejner et Grzegroz Trebski)
- 2001
  -  Médaillé d'argent de la vitesse par équipes

### Championnats de Pologne
- 2000
  -  Champion de Pologne de vitesse par équipes
- 2001
  -  Champion de Pologne de poursuite par équipes